# Selene (Oleksandrija, Petrowe)
Selene (ukrainisch Зелене; russisch Зелёное Seljonoje, zu Deutsch „Grün“) ist ein Dorf im Osten der Oblast Kirowohrad im Zentrum der Ukraine mit etwa 540 Einwohnern (1. April 2013).

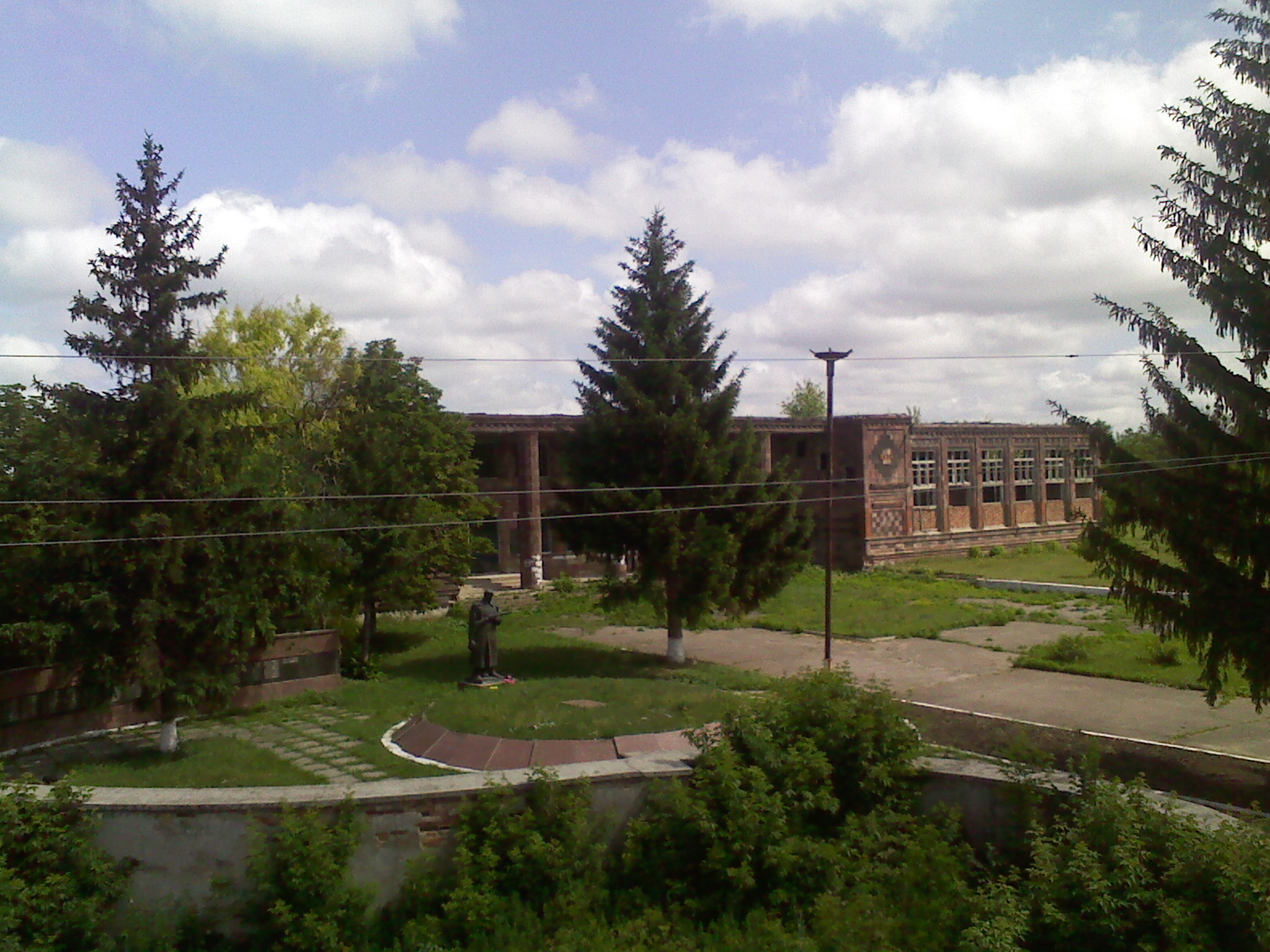
Denkmal im Ort

## Geschichte
Das im Jahr 1672 gegründete Dorf gehörte von 1754 bis 1759 und von 1761 bis 1764 zum Gebiet des Nowoslobidskyj-Kosaken-Regimentes, einer administrativ-territorialen und militärischen Einheit in der Ukraine. 

## Geographie
Selene liegt an der Selena, einem Nebenfluss des Inhulez im Rajon Oleksandrija und grenzt im Westen an die, im Rajon Pjatychatky (Oblast Dnipropetrowsk) liegenden Gemeinden Schowte und Bohdano-Nadeschdiwka und im Süden an die Gemeinden Kosazke und Jossypiwka.
Das ehemalige Rajonzentrum Petrowe liegt 19 km südwestlich und das Oblastzentrum Kropywnyzkyj liegt 113 km westlich von Selene. Die nächstgelegene Stadt ist Schowti Wody 15 km südöstlich des Dorfes.
Am 12. Juni 2020 wurde das Dorf ein Teil der neugegründeten Siedlungsgemeinde Petrowe, bis dahin bildete es die gleichnamige Landratsgemeinde Selene (Зеленська сільська рада/Selenska silska rada) im Osten des Rajons Petrowe. Bis 2016 gehörte auch das dann aufgelöste Dorf Artemiwka (ukrainisch Артемівка) zum Gemeindegebiet.
Am 17. Juli 2020 kam es im Zuge einer großen Rajonsreform zum Anschluss des Rajonsgebietes an den Rajon Oleksandrija.